# La caja
Pour les articles homonymes, voir The Box.
 (juillet 2021).
Si vous disposez d'ouvrages ou d'articles de référence ou si vous connaissez des sites web de qualité traitant du thème abordé ici, merci de compléter l'article en donnant les références utiles à sa vérifiabilité et en les liant à la section « Notes et références ».
Pour plus de détails, voir Fiche technique et Distribution.
La caja est un film américano-mexicano-vénézuélien réalisé par Lorenzo Vigas et sorti en 2021.
Il est présenté en avant-première à la Mostra de Venise 2021.

## Fiche technique
Sauf indication contraire, les informations mentionnées dans cette section peuvent être confirmées par la base de données cinématographiques IMDb,  présente dans la section « Liens externes ».
- Titre original espagnol : La caja
- Titre anglais : The Box
- Réalisation : Lorenzo Vigas
- Scénario : Paula Markovitch et Lorenzo Vigas
- Photographie : Sergio Armstrong
- Montage : Pablo Barbieri Carrera et Isabela Monteiro de Castro
- Pays d'origine :  Venezuela,  États-Unis,  Mexique
- Format : Couleurs - 35 mm
- Genre : drame
- Durée : 92 minutes
- Dates de sortie :
  - Italie : 6 septembre 2021 (Mostra de Venise)
  - Canada : 6 septembre 2021 (festival de Toronto)

## Distribution
- Hernán Mendoza :
- Cristina Zulueta : Norita
- Hatzín Navarrete : Hatzín Leyva

## Distinction

### Sélection
- Mostra de Venise 2021 : en compétition